# Besoldungsgruppe
In einer Besoldungsgruppe sind in Deutschland Ämter im statusrechtlichen Sinne von Beamten und Richtern sowie Dienstgrade von Soldaten eingereiht. Die Zuordnung erfolgt in den Besoldungsordnungen des Bundesbesoldungsgesetzes (BBesG; „Bundesbesoldungsordnungen“) und der Besoldungsgesetze der Länder. Es gibt grundsätzlich insgesamt 37 Besoldungsgruppen in vier Besoldungsordnungen (A 3–A 16, B 1–B 11, R 1–R 10 und W 1–W 3). Die Höhe des Grundgehaltes ist gesetzlich geregelt und bestimmt sich nach den als Anlage zu den Besoldungsgesetzen beigefügten Besoldungstabellen. Das Grundgehalt der Besoldungsgruppen ist oft in Stufen bemessen. Ein Stufenaufstieg erfolgt nach gewissen Zeiten. Dadurch steigt das Grundgehalt für eine Person auch ohne Beförderung und Besoldungsanpassung.
Die Länder haben seit der Föderalismusreform 2006 die Gesetzgebungskompetenz, die Besoldung ihrer Beamten und Richter selbst gesetzlich zu regeln.
Die Entsprechung der Besoldungsgruppe für nach Tarifvertrag (z. B. TVöD, TV-L) vergütete Arbeitnehmer des öffentlichen Dienstes ist die Entgeltgruppe.

## Bundesrecht
Dieser Abschnitt bezieht sich auf die Regelungen des Bundesbesoldungsgesetzes (BBesG). Für die Besoldungsgruppen der Länder können die Angaben entsprechend gelten, sofern die Landesbesoldungsgesetze vergleichbare Regelungen treffen.
Das Grundgehalt der Dienstbezüge bestimmt sich nach der Besoldungsgruppe (§ 19 Abs. 1 S. 1 BBesG). Die Ämter der Beamten und Soldaten und ihre Besoldungsgruppen werden in Bundesbesoldungsordnungen geregelt (§ 20 Abs. 1 S. 1 BBesG). Dabei sind die Ämter nach ihrer Wertigkeit den Besoldungsgruppen zugeordnet (§ 20 Abs. 1 S. 2 BBesG). Die Eingangsämter der Beamten sind bestimmten Besoldungsgruppen zugewiesen (§ 23 BBesG).
Ist ein Amt oder Dienstgrad mehreren Besoldungsgruppen zugeordnet, bestimmt sich das Grundgehalt nach der Besoldungsgruppe, die in der Einweisungsverfügung (Planstelleneinweisung) bestimmt ist. Dies betrifft die Dienstgrade Stabsunteroffizier bzw. Obermaat (Besoldungsgruppe A 6 oder A 7), Hauptmann bzw. Kapitänleutnant (Besoldungsgruppe A 11 oder A 12), Oberstleutnant bzw. Fregattenkapitän (Besoldungsgruppe A 14 oder A 15) sowie Oberst, Kapitän zur See, Oberstarzt, Flottenarzt, Oberstapotheker, Flottenapotheker bzw. Oberstveterinär (Besoldungsgruppe A 16 oder B 3). Die Zuordnung der Dienstgrade der Soldaten zu einer Besoldungsgruppe erfolgt nur in der Bundesbesoldungsordnung A und B, weil die Länder keine Soldaten haben.

## Übersicht der Besoldungsgruppen
Die Besoldungsgruppen sind in folgenden Besoldungsordnungen geregelt. Dabei ist angegeben, in welche Besoldungsgruppen die Ämter bzw. Dienstgrade je nach Laufbahngruppe eingereiht sind.
- Besoldungsordnungen A: Besoldungsgruppen A 3 bis A 16
  - einfacher Dienst (A 2 bis A 6) bzw. Mannschaften (A 3 bis A 6)
  - mittlerer Dienst bzw. Unteroffiziere (A 6 bis A 9)
  - gehobener Dienst bzw. Offiziere (A 9 bis A 13)
  - höherer Dienst bzw. Stabsoffiziere (A 13 bis A 16)
- Besoldungsordnungen B: Besoldungsgruppen B 1 bis B 11 (Beamte des höheren Dienstes bzw. Offiziere in herausgehobenen Positionen, insb. Minister bzw. Generale/Admirale)
- Besoldungsordnungen R: Besoldungsgruppen R 1 bis R 10 (Richter und Beamte als Staatsanwälte)
- Besoldungsordnungen W: Besoldungsgruppen W 1 bis W 3 (Hochschullehrer)

## Geschichte
Im Jahr 2003 wurde die Bundesbesoldungsordnung C (Besoldungsgruppen C 1-C 4) für wissenschaftliche Beamte und Hochschullehrer abgeschafft und durch die Besoldungsordnungen W ersetzt. Bereits im Amt befindliche Professoren und Mitglieder von Leitungsgremien an Hochschulen konnten in ihrer Besoldungsgruppe der Bundesbesoldungsordnung C verbleiben oder auf Antrag in das neue System wechseln. Zuvor bestand bis 1975 zur Regelung der Dienstbezüge wissenschaftlicher Beamter weitere Besoldungsordnungen der Länder wie etwa die Landesbesoldungsordnung AH in Baden-Württemberg mit den Besoldungsgruppen AH 1 bis AH 4.
Beim Bund entfiel die Besoldungsgruppe A 2 zum 1. April 2020, nachdem sie in den Ländern bereits früher abgeschafft worden war.